# Norman Warner

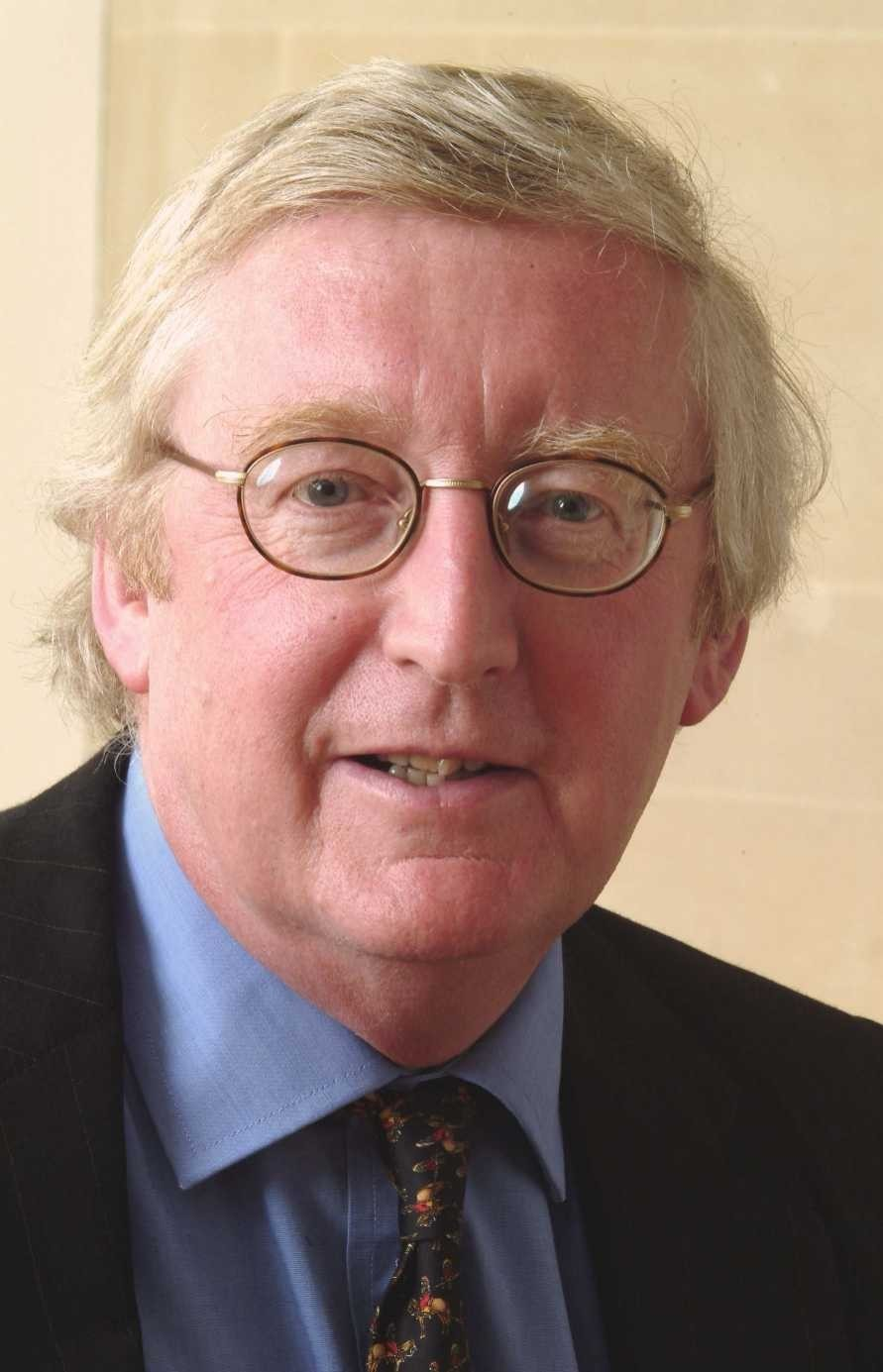
Norman Warner, Baron Warner

Norman Warner, Baron Warner (* 8. September 1940) ist Mitglied der Labour Party und als Life Peer Mitglied des britischen House of Lords.

## Biografie
Lord Warner war Politikberater von Jack Straw, als dieser von 1997 bis 2001 Innenminister war. Er wurde am 29. Juli 1998 zum Life Peer mit dem Titel Baron Warner, of Brockley in the London Borough of Lewisham, erhoben, womit ein Sitz im House of Lords verbunden war. Die Position des Staatsministers im Gesundheitsministerium hatte der Lord von 2003 bis 2006 inne. Er war von 1985 bis 1991 Direktor des General Social Care Council. Diese Institution ist für die Regulierung der Sozialarbeit zuständig. Auch hat er den Vorsitz in der All Party Parliamentary Humanist Group zu der Mitglieder des  House of Commons und des House of Lords gehören. Im Oktober 2015 legte Lord Warner die Zugehörigkeit zur Labour Party im House of Lords nieder und gehört seither den Crossbenchers an. Als Grund nannte er fehlende Glaubwürdigkeit der Labour Party seit der Wahl Jeremy Corbyns zum Parteivorsitzenden und Zweifel daran, dass die Labour Party mit ihrer aktuellen Politik Wahlen gewinnen könne.